# Donalsonville
Donalsonville är administrativ huvudort i Seminole County i Georgia. Orten har fått sitt namn efter bosättaren Jonathan Donalson. Enligt 2010 års folkräkning hade Donalsonville 2 650 invånare.